# Scorpio's Dance
Scorpio's Dance è il terzo album del gruppo olandese degli Shocking Blue pubblicato nel 1970.

## Tracce
Tutti i brani sono stati scritti da Robbie van Leeuwen tranne dove riportato.
1. Scorpio's Dance (First Movement)
2. Alaska Country
3. Sally Was a Good Old Girl (Hank Cochran)
4. Demon Lover
5. Scorpio's Dance
6. Little Cooling Planet
7. I Love Voodoo Music
8. Seven Is a Number in Magic
9. Keep It if You Want It
10. Water Boy

## Bonus tracks
1. Send Me a Postcard
2. Mighty Joe
3. Hello Darkness
4. Pickin' Tomatoes